# 1974 Голяма награда на ЮАР
1974 Голяма награда на ЮАР е 11-о за Голямата награда на Южна Африка и трети кръг от сезон 1974 във Формула 1, провежда се на 30 март 1974 година на пистата Киалами, ЮАР.

## Репортаж
Състезанието е преместено четири седмици напред, заради спор между организаторите и правителството относно премахването на помпено гориво. Накрая се стигна до компромис от което състезанието може да се проведе. След като датите за състезателния уикенд станаха ясни, трасето е отворено за тестове преди началото на първите тренировки. Но на 22 март, по-малко от седмица до самото ѝ начало, се случи трагедия. Шадоу-ът на Питър Ревсън получи повреда в окачването на завоя Барбекю Бенд и удари с висока скорост удари мантинелата, от която болида се възпламени. Маршалите както и няколко пилота бързо извадиха състезателя, преди да видят че той е мъртъв от самия удар. 35-годишния американски пилот подписа с Шадоу, след два успешни сезона с Макларън показвайки завидна скорост в първите няколко състезания. Самото поставяне на бариерата на това място е сериозно критикувана като някои смятат, че поставянето му е било ненужно. Мантинелата е сменена с мрежови огради, преди самото начало на квалификациите. Загубата на Ревсън принуди Шадоу да не вземат участие като знак на почит към американеца.
От тези, които се появиха Тирел, Макларън, Брабам и Съртис са с болидите които са участвали в южно-американските кръгове. Лотус пуснаха в употреба новия си болид 76, с цел да замени предшественика си Лотус 72. Характерно за 76 е наличието на двойно задно крило, електроен съединител и променена аеродинамика. Два модела от този тип са изпратени за Рони Петерсон и Джаки Икс. Хоудън Гънли напусна Марч, след като договорът му изтече като на негово място е 36-годишния италианец Виторио Брамбила, чийто единствен опит с Формула 1 е тестове за отбора на Текно. Роденият в Монца носи със себе си спонсора Бета – предприятие за инструменти. БРМ дебютираха с новия P201 за лидера на отбора Жан-Пиер Белтоаз, докато Анри Пескароло и Франсоа Миго са с P160E. Исо Марлборо увеличиха местата си с наличието на втори болид за датчанина Том Белсьо, който направи тестове за ГП на Швеция предната година. Хескет 308 направи дългоочаквания си дебют за Джеймс Хънт, докато Гай Едуардс имаше ангажименти във Формула 5000, което остави Греъм Хил да участва за това състезание.
Макар местните серии да бъдат преустановени, обичайните отбори от Южна Африка също участват редом до редовните пилоти. Дейв Чарлтън и неговия Лъки Страйк Скрибанте отбор, участват с Макларън М23, докато планираното участие на Джон Макникол е отхвърлено от тима. Тийм Гънстън са с два Лотус-а 72 за Пади Драйвър и Иън Шектър, по-големия брат на Джоди Шектър, както и водещия пилот в местните серии. Тирел 004 на Алекс Блигно, реконструиран, за да бъде с правилата също е сред стартиралите с Еди Кейзан.

### Квалификация
Файърстоун работиха усилено за този уикенд, след разочороващия сезон 1973. Това помогна на Карлос Паче, чийто Съртис както и този на неговия му съотборник Йохен Мас са с нова разцветка на болидите да постигне второ най-добро време, зад Ники Лауда който отне шанса на бразилеца да постигне първата си пол-позиция и вместо това, постигайки своя първа. Зад тях Артуро Мерцарио изненада всички с трето най-добро време, следван от Карлос Ройтеман. Емерсон Фитипалди и Клей Регацони окупираха третата редица, пред представилия на ниво Марч на Ханс-Йоахим Щук и Джоди Шектър, бавно намирайки своята скорост зад волана на миналогодишния Тирел. Новият Лотус 76 се оказа проблематичен като Икс постигна десето време зад Дени Хълм. Белтоаз записа 11-о време с новия P201, докато Петерсон успя да запише 16-и резултат, изпитвайки проблеми с новия съединител.

### Състезание
С отмяната на местните серии, това е първото състезание за всякакви видове мото-спорт за годината провело се в Южна Африка. Близо 92 хиляди зрители пристигнаха в Киалами за самото състезанието. Колоната е задържана, което изнервничи Лауда и Фитипалди, но не и Ройтеман. Концентрацията на аржентинеца му помогна да направи добър старт, но недостатъчен да му гарантира лидерството. Зад Лауда и Ройтеман са Регацони и Джоди Шектър, докато отзад Паче оцеля след завъртане, след което е задържан от Хълм, а Петерсон и Икс се удариха в мрежовите прегради. Пескароло откачи предното крило на Мас, а Белсьо не успя дори да завърши обиколката си, заради повреда в съединителя.
След края на първата обиколка Лауда поведе пред Ройтеман и Регацони, с Шектър четвърти пред Хънт, Фитипалди, Майк Хейлууд, Мерцарио, Патрик Депайе, Паче и останалите. Въпреки инцидента Икс се опиташе да намали загубите си, въпреки загубата на предното крило, докато Петерсон напусна след втората обиколка с повредено управление. Ройтеман продължи да бъде плътно зад Ферари-то на Лауда, преди да направи изпреварване срещу австриеца в деветата обиколка, преди да направи секунда пред преследвача.
Регацони нямаше скоростта, която да ги държи зад двамата пилоти но все още се намираше пред Тирел-а на Джоди, който е преследван от Хескет-а на Хънт, Фитипалди и Хейлууд. Мерцарио и Паче се свлякоха в класирането, докато Драйвър напусна с повредено съединение. След това Хънт отпадна с повреда по трансмисията, оставяйки Фитипалди да се справи с местния герой в 21-вата обиколка. Тирел-ът на Шектър страдаше от вибрации по задното окачване, и той пропадна до седма позиция. Мас също напусна със счупено окачване, а Уотсън спря в бокса за проверка на една от носачите за предните гуми. Брамбила успя да изпревари Иън Шектър, преди да мине пред Чарлтън и Хил едновременно. Икс прибра болида си в 31-вата обиколка с прегрели спирачки.
Повече от изненада е представянето на Белтоаз, който успя да изпревари Макларън-а на Хълм в 40-а обиколка, след което го стори и с двата Тирел-а. Следващата жертва на французина е Хейлууд, чиято битка поднесе и намиращия се пред тях Фитипалди, който имаше вибрации в едното колело на неговия Макларън, преди БРМ да го изпревари в 58-ата обиколка.
В 66-а обиколка горивното налягане на Ферари-то на Регацони изчезна и швейцареца паркира болида си, докато Ройтеман и Лауда спореха за лидерството. Разликата между двамата е около секунда, преди да се увеличи чувствително след като Лауда получи проблем със запалителната система. Четири обиколки до финала и второто Ферари преустанови своето участие, докато Фитипалди е лесна плячка за останалите зад бразилеца, заради вибрациите.
След като поведе първите две състезания от старта, преди да получи проблеми които да попречат на Ройтеман да запише победа, аржентинеца успя да го направи в третия си опит като също така това е първа победа за Брабам, след тази на неговия създател Джак Брабам на същото трасе, четири години по-рано. Зад него блестящото каране на Белтоаз му донесе второ място, което е окуражаващо начало за БРМ, докато Хейлууд завърши трети. Депайе зае четвъртата позиция пред Щук, записвайки първите си точки за сезона, а Мерцарио успя да изпревари Фитипалди, две обиколки преди финала. Зад Фитипалди завърши Джоди Шектър (преполовявайки последен пълната дистанция), Хълм (със същия проблем както този на съотборника си), Брамбила, Паче, Хил, Иън Шектър, Кейзан, Миго, Ричард Робартс (който е ударен от Чарлтън), Пескароло и Чарлтън (който загуби шест обиколки, след като трябваше болида му да бъде оправен след контакта с Робартс).

## Резултати
| Поз  | No | Пилот             | Конструктор       | Оби. | Време/Отпадане    | Място | Точки |
| ---- | -- | ----------------- | ----------------- | ---- | ----------------- | ----- | ----- |
| 1    | 7  | Карлос Ройтеман   | Брабам-Форд       | 78   | 1:42:40.96        | 4     | 9     |
| 2    | 14 | Жан-Пиер Белтоаз  | БРМ               | 78   | + 33.94           | 11    | 6     |
| 3    | 33 | Майк Хейлууд      | Макларън-Форд     | 78   | + 42.16           | 12    | 4     |
| 4    | 4  | Патрик Депайе     | Тирел-Форд        | 78   | + 44.19           | 15    | 3     |
| 5    | 9  | Ханс-Йоахим Щук   | Марч-Форд         | 78   | + 46.23           | 7     | 2     |
| 6    | 20 | Артуро Мерцарио   | Исо Марлборо-Форд | 78   | + 56.04           | 3     | 1     |
| 7    | 5  | Емерсон Фитипалди | Макларън-Форд     | 78   | + 1:08.39         | 5     |       |
| 8    | 3  | Джоди Шектър      | Тирел-Форд        | 78   | + 1:10.54         | 8     |       |
| 9    | 6  | Денис Хълм        | Макларън-Форд     | 77   | + 1 Об.           | 9     |       |
| 10   | 10 | Виторио Брамбила  | Марч-Форд         | 77   | + 1 Об.           | 19    |       |
| 11   | 18 | Карлос Паче       | Съртис-Форд       | 77   | + 1 Об.           | 2     |       |
| 12   | 26 | Греъм Хил         | Лола-Форд         | 77   | + 1 Об.           | 18    |       |
| 13   | 29 | Иън Шектър        | Лотус-Форд        | 76   | + 2 Об.           | 22    |       |
| 14   | 32 | Еди Кейзан        | Тирел-Форд        | 76   | + 2 Об.           | 24    |       |
| 15   | 37 | Франсоа Миго      | БРМ               | 75   | + 3 Об.           | 25    |       |
| 16   | 12 | Ники Лауда        | Ферари            | 74   | Запалване         | 1     |       |
| 17   | 8  | Ричард Робартс    | Брабам-Форд       | 74   | + 4 Об.           | 23    |       |
| 18   | 15 | Анри Пескароло    | БРМ               | 72   | + 6 Об.           | 21    |       |
| 19   | 23 | Дейв Чарлтън      | Макларън-Форд     | 71   | + 7 Об.           | 20    |       |
| Отп  | 11 | Клей Регацони     | Ферари            | 65   | Налягане-масло    | 6     |       |
| Отп  | 28 | Джон Уотсън       | Брабам-Форд       | 54   | Горивна система   | 13    |       |
| Отп  | 2  | Джеки Икс         | Лотус-Форд        | 31   | Спирачки          | 10    |       |
| Отп  | 24 | Джеймс Хънт       | Хескет-Форд       | 13   | Трансмисия        | 14    |       |
| Отп  | 19 | Йохен Мас         | Съртис-Форд       | 11   | Окачване          | 17    |       |
| Отп  | 30 | Пади Драйвър      | Лотус-Форд        | 6    | Съеденител        | 26    |       |
| Отп  | 1  | Рони Петерсон     | Лотус-Форд        | 2    | Инцидент          | 16    |       |
| Отп  | 21 | Том Белсьо        | Исо Марлборо-Форд | 0    | Съеденител        | 27    |       |
| Отк. | 16 | Питър Ревсън      | Шадоу-Форд        |      | Фатален инцидент  |       |       |
| Отк. | 17 | Жан-Пиер Жарие    | Шадоу-Форд        |      | Оттеглено участие |       |       |

## Класиране след състезанието
| Поз | Пилот             | Точки |
| --- | ----------------- | ----- |
| 1   | Клей Регацони     | 10    |
| 2   | Карлос Ройтеман   | 9     |
| 3   | Емерсон Фитипалди | 9     |
| 4   | Денис Хълм        | 9     |
| 5   | Майк Хейлууд      | 9     |
| 6   | Жан-Пиер Белтоаз  | 8     |
| 7   | Ники Лауда        | 6     |
| 8   | Джеки Икс         | 4     |

| Поз | Конструктор   | Точки |
| --- | ------------- | ----- |
| 1   | Макларън-Форд | 22    |
| 2   | Ферари        | 12    |
| 3   | Брабам-Форд   | 9     |
| 4   | БРМ           | 8     |
| 5   | Лотус-Форд    | 5     |
| 6   | Тирел-Форд    | 4     |
| 7   | Съртис-Форд   | 3     |
| 8   | Марч-Форд     | 2     |